# Inchy
Pour l’article homonyme, voir Inchy-en-Artois.
Inchy est une commune française située dans le département du Nord (59), en région Hauts-de-France.

## Géographie

### Transports

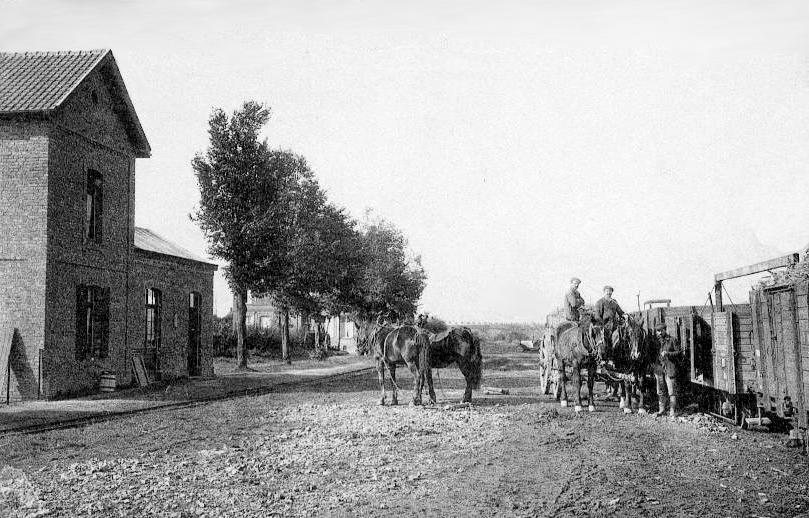
L'ancienne gare d'Inchy.

Inchy est traversée par la route nationale 43.
Inchy était desservie par la ligne de chemin de fer secondaire à voie métrique du Chemin de fer du Cambrésis reliant Caudry à Denain jusque 1955. La gare d'Inchy et la halte d'Inchy - Sucrerie se trouvaient à Inchy.

### Communes limitrophes
|                       | Viesly Briastre |          |
| Beaumont-en-Cambrésis | Inchy           | Neuvilly |
|                       | Troisvilles     |          |

### Hydrographie

#### Réseau hydrographique
La commune est située dans le bassin Artois-Picardie. Elle est drainée par l'Erclin,.
L'Erclin, d'une longueur de 34 km, prend sa source dans la commune de Maurois et se jette  dans l'Escaut canalisée à Thun-Saint-Martin, après avoir traversé 16 communes. 

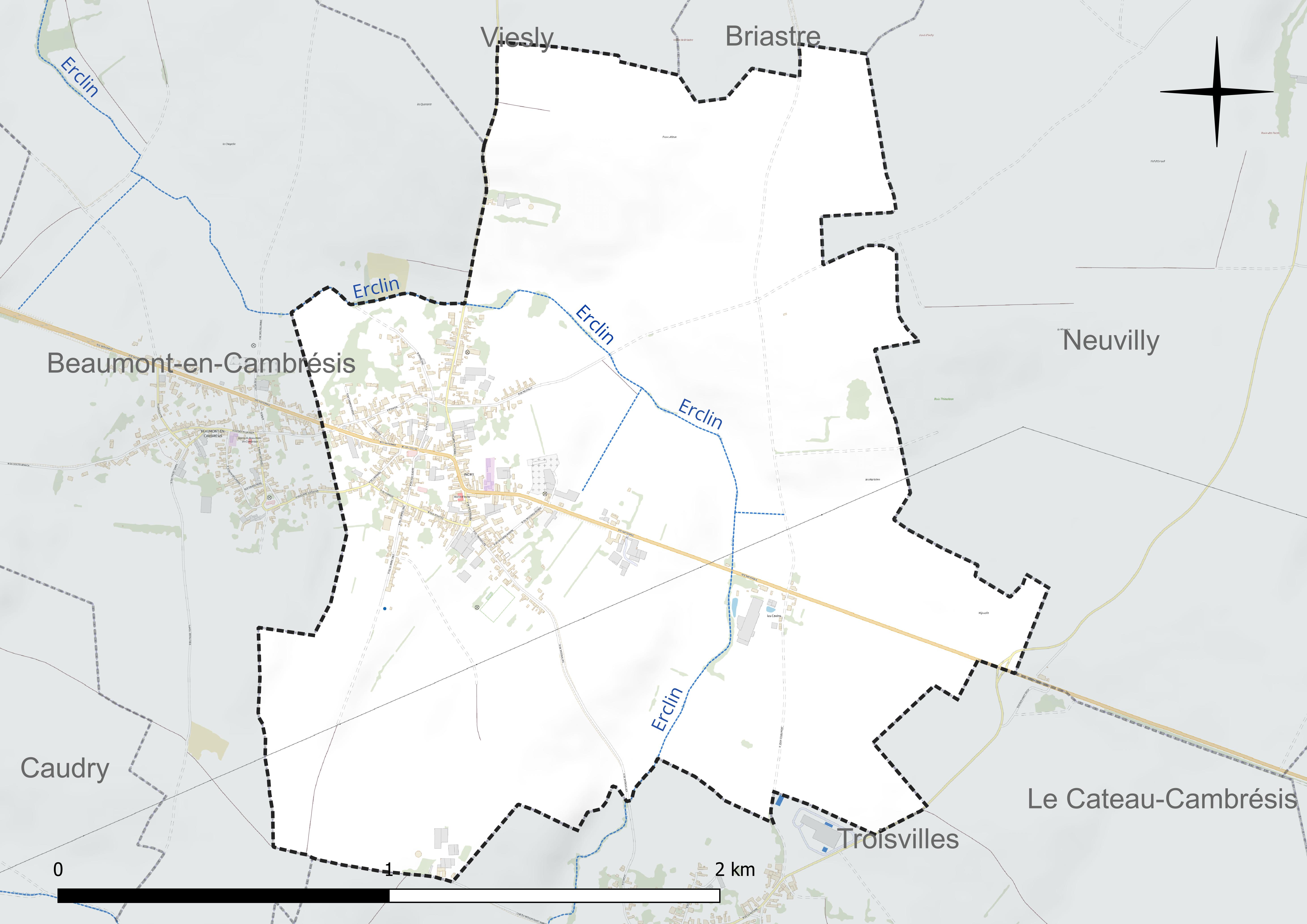
Réseau hydrographique d'Inchy.

#### Gestion et qualité des eaux
Le territoire communal est couvert par le schéma d'aménagement et de gestion des eaux (SAGE) « Escaut ». Ce document de planification concerne un territoire de 2 005 km2 de superficie, délimité par le bassin versant de l'Escaut. Le périmètre a été arrêté le 9 juin 2006 et le SAGE proprement dit a été approuvé le 13 juillet 2021. La structure porteuse de l'élaboration et de la mise en œuvre est le syndicat mixte Escaut et Affluents (SyMEA). 
La qualité des cours d'eau peut être consultée sur un site dédié géré par les agences de l'eau et l'Agence française pour la biodiversité. 

### Climat
Pour des articles plus généraux, voir Climat des Hauts-de-France et Climat du Nord.
En 2010, le climat de la commune est de type climat océanique dégradé des plaines du Centre et du Nord, selon une étude du CNRS s'appuyant sur une série de données couvrant la période 1971-2000. En 2020, Météo-France publie une typologie des climats de la France métropolitaine dans laquelle la commune est exposée à un climat océanique altéré et est dans la région climatique  Nord-est du bassin Parisien, caractérisée par un ensoleillement médiocre, une pluviométrie moyenne régulièrement répartie au cours de l'année et un hiver froid (3 °C). 
Pour la période 1971-2000, la température annuelle moyenne est de 9,9 °C, avec une amplitude thermique annuelle de 15 °C. Le cumul annuel moyen de précipitations est de 771 mm, avec 12,5 jours de précipitations en janvier et 9,5 jours en juillet. Pour la période 1991-2020, la température moyenne annuelle observée sur la station météorologique la plus proche, située sur la commune de Valenciennes à 27 km à vol d'oiseau, est de 11,0 °C et le cumul annuel moyen de précipitations est de 694,1 mm,. Pour l'avenir, les paramètres climatiques de la commune estimés pour 2050 selon différents scénarios d'émission de gaz à effet de serre sont consultables sur un site dédié publié par Météo-France en novembre 2022.

## Urbanisme

### Typologie
Au 1er janvier 2024, Inchy est catégorisée ceinture urbaine, selon la nouvelle grille communale de densité à sept niveaux définie par l'Insee en 2022.
Elle est située hors unité urbaine. Par ailleurs la commune fait partie de l'aire d'attraction de Caudry, dont elle est une commune de la couronne,. Cette aire, qui regroupe 17 communes, est catégorisée dans les aires de moins de 50 000 habitants,.

### Occupation des sols
L'occupation des sols de la commune, telle qu'elle ressort de la base de données européenne d'occupation biophysique des sols Corine Land Cover (CLC), est marquée par l'importance des territoires agricoles (88,8 % en 2018), une proportion sensiblement équivalente à celle de 1990 (88,9 %). La répartition détaillée en 2018 est la suivante : 
terres arables (55,1 %), prairies (33,8 %), zones urbanisées (11,2 %). L'évolution de l'occupation des sols de la commune et de ses infrastructures peut être observée sur les différentes représentations cartographiques du territoire : la carte de Cassini (XVIIIe siècle), la carte d'état-major (1820-1866) et les cartes ou photos aériennes de l'IGN pour la période actuelle (1950 à aujourd'hui).

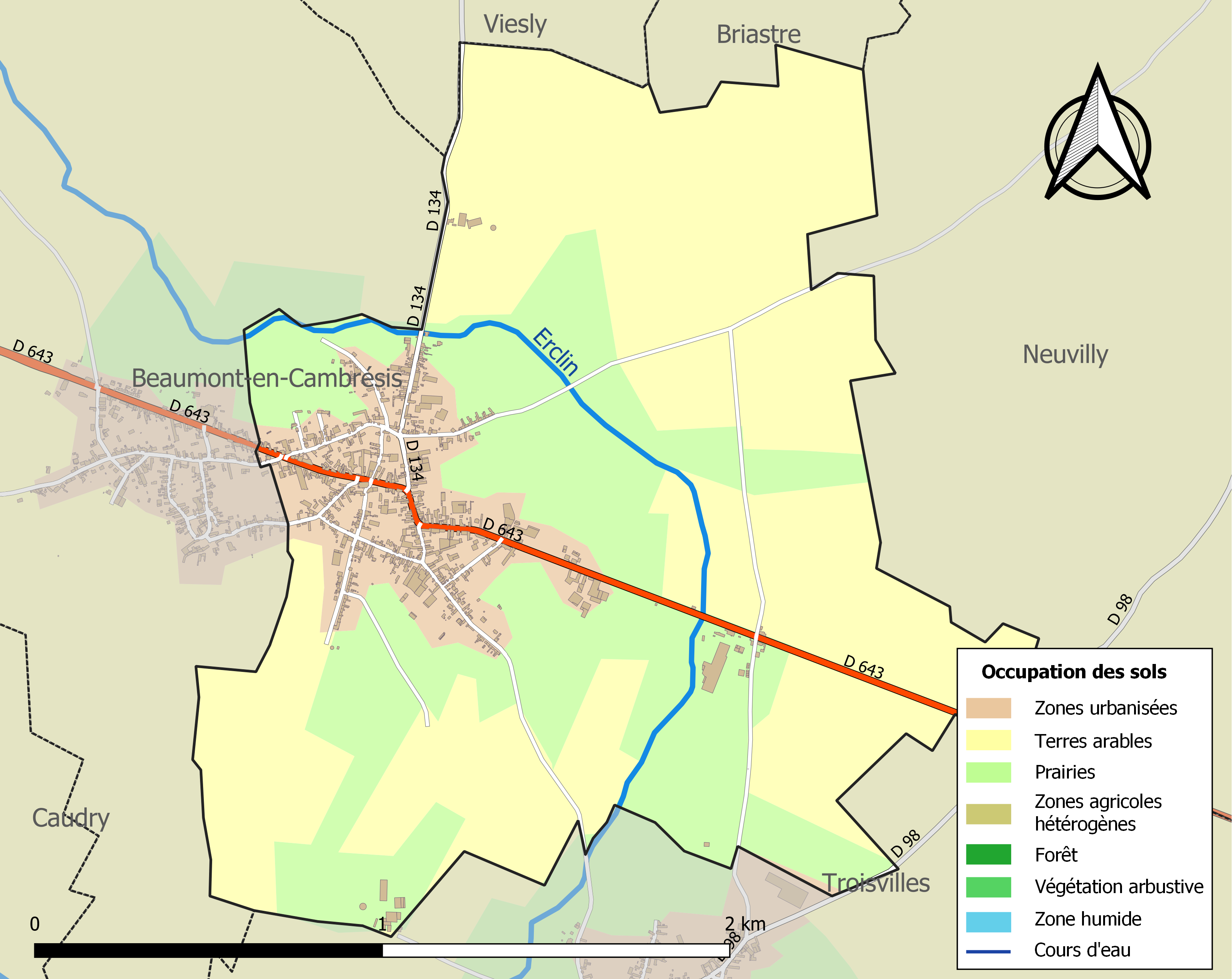
Carte des infrastructures et de l'occupation des sols de la commune en 2018 (CLC).

## Toponymie
On trouve le village mentionné au long des XIe au XIVe siècles sous les formes Inciaco en 1110 ; Inchis en 1180 ; Inchiacum, Inchiaco, Ixcy, Inciacum ou Inciacus, Incis, Inchy en 1349 ou Inchies,,.
Il s'agit d'une formation toponymique gauloise ou gallo-romaine en -acum, suffixe d'origine gauloise (celtique), indiquant un lieu ou une propriété. D'un type toponymique *Indiacum ou *Indiciacum, comme Inchy-en-Artois (Pas-de-Calais, Inciacum 1005), également ancien nom de Saint-Flour, mentionné Indiciacum au XIe siècle. 
Selon le cas général, le premier élément semble être un nom de personne, sans doute Indus, attesté en la personne de Iulius Indus de la cité des Trévires et indirectement, par l'inscription funéraire de son gendre, découverte à Londres (CIL 07, 30 ; RIB-01, 12 ; AE 1936, 3 ; 2002, 880) et une autre mise au jour à Trèves (CIL 13, 3737). D'après ces différentes attestations, c'était un citoyen romain, dont le cognomen pourrait s'expliquer par le gaulois. En effet, Xavier Delamarre propose de rapprocher l’anthroponyme Indus du terme gaulois indutio-, qu’il traduit sans conviction par « celui qui a le droit en lui ». C'est également un nom de personne : Indutius, Indutio, Indutus, Indutissa, dont Indus serait le diminutif. La forme Indiciacum remonterait à *Indutiacum.
Remarques : les formes anciennes attestées sont des latinismes médiévaux à partir de la forme romane évoluée phonétiquement. L'évolution en Inchy au lieu de Incy est liée à une particularité phonétique du nord de la ligne Joret, à savoir le chuintement normanno-picard.

## Histoire
En 1802-1803, à la suite de la Révolution française, le cimetière communal est ouvert aux protestants.  C'est également le cas à Maretz. En revanche, dans d'autres communes,(ex : Walincourt, Malincourt), les protestants enterrent leurs morts dans leurs jardins (parce que non autorisés à les ensevelir dans le cimetière communal?).
En 1915, la commune se trouve derrière la ligne de front, côté allemand. Les forces allemandes y installent un atelier de récupération de déchets animaux.

## Héraldique
|  | Les armes d'Inchy se blasonnent ainsi : « De gueules à trois lions d'argent couronnés d'or. » |

## Politique et administration
| Période                                  | Période       | Identité                          | Étiquette | Qualité                      |
| ---------------------------------------- | ------------- | --------------------------------- | --------- | ---------------------------- |
| 1789                                     |               | Hubert Dominique Joseph Dubuisson |           |                              |
| 1802                                     |               | Pierre François Leduc             |           |                              |
| 1807                                     |               | Beauvois                          |           |                              |
| Les données manquantes sont à compléter. |               |                                   |           |                              |
| juin 1929                                | mars 1930     | Edgard Poulain                    |           |                              |
| avril 1930                               | mai 1940      | Jules Priot                       |           |                              |
| novembre 1940                            | décembre 1956 | Achille Sautière                  |           |                              |
| décembre 1956                            | février 1957  | Alfred Langrand                   |           |                              |
| 1957                                     | avril 1963    | Jean-Marie Laude                  |           |                              |
| juin 1963                                | mars 1971     | Jean Lesage                       |           |                              |
| mars 1971                                | mars 1983     | Marie Soisson                     |           |                              |
| mars 1983                                | mars 2001     | Lucien Quennesson                 |           |                              |
| mars 2001                                | avril 2007    | Michel Delsart                    |           | Démissionnaire en avril 2007 |
| mai 2007                                 | mai 2020      | Jean-Louis Caudrelier             |           |                              |
| mai 2020                                 | En cours      | Étienne Basquin                   |           |                              |
| Les données manquantes sont à compléter. |               |                                   |           |                              |

## Population et société

### Démographie

#### Évolution démographique
L'évolution du nombre d'habitants est connue à travers les recensements de la population effectués dans la commune depuis 1793. Pour les communes de moins de 10 000 habitants, une enquête de recensement portant sur toute la population est réalisée tous les cinq ans, les populations de référence des années intermédiaires étant quant à elles estimées par interpolation ou extrapolation. Pour la commune, le premier recensement exhaustif entrant dans le cadre du nouveau dispositif a été réalisé en 2005.

En 2022, la commune comptait 627 habitants, en évolution de −15,04 % par rapport à 2016 (Nord : +0,51 %, France hors Mayotte : +2,11 %).
| 1793 | 1800 | 1806 | 1821  | 1831  | 1836  | 1841  | 1846  | 1851  |
| ---- | ---- | ---- | ----- | ----- | ----- | ----- | ----- | ----- |
| 791  | 788  | 787  | 1 152 | 1 419 | 1 575 | 1 580 | 1 519 | 1 589 |

| 1856  | 1861  | 1866  | 1872  | 1876  | 1881  | 1886  | 1891  | 1896  |
| ----- | ----- | ----- | ----- | ----- | ----- | ----- | ----- | ----- |
| 1 655 | 1 744 | 1 715 | 1 712 | 1 627 | 1 498 | 1 555 | 1 466 | 1 509 |

| 1901  | 1906  | 1911  | 1921  | 1926  | 1931  | 1936  | 1946  | 1954  |
| ----- | ----- | ----- | ----- | ----- | ----- | ----- | ----- | ----- |
| 1 524 | 1 510 | 1 515 | 1 245 | 1 243 | 1 251 | 1 246 | 1 129 | 1 155 |

| 1962  | 1968  | 1975  | 1982 | 1990 | 1999 | 2005 | 2006 | 2010 |
| ----- | ----- | ----- | ---- | ---- | ---- | ---- | ---- | ---- |
| 1 231 | 1 158 | 1 065 | 941  | 841  | 785  | 735  | 727  | 729  |

| 2015 | 2020 | 2022 | - | - | - | - | - | - |
| ---- | ---- | ---- | - | - | - | - | - | - |
| 735  | 643  | 627  | - | - | - | - | - | - |

#### Pyramide des âges
En 2018, le taux de personnes d'un âge inférieur à 30 ans s'élève à 32,7 %, soit en dessous de la moyenne départementale (39,5 %). À l'inverse, le taux de personnes d'âge supérieur à 60 ans est de 30,4 % la même année, alors qu'il est de 22,5 % au niveau départemental.
En 2018, la commune comptait 350 hommes pour 358 femmes, soit un taux de 50,56 % de femmes, légèrement inférieur au taux départemental (51,77 %).
Les pyramides des âges de la commune et du département s'établissent comme suit.
| Hommes | Classe d’âge | Femmes |
| ------ | ------------ | ------ |
| 1,6    | 90 ou +      | 0,9    |
| 6,6    | 75-89 ans    | 11,4   |
| 18,9   | 60-74 ans    | 21,2   |
| 20,8   | 45-59 ans    | 20,0   |
| 17,0   | 30-44 ans    | 16,3   |
| 19,5   | 15-29 ans    | 11,7   |
| 15,7   | 0-14 ans     | 18,5   |

| Hommes | Classe d’âge | Femmes |
| ------ | ------------ | ------ |
| 0,5    | 90 ou +      | 1,4    |
| 5,3    | 75-89 ans    | 8,1    |
| 14,8   | 60-74 ans    | 16,2   |
| 19,1   | 45-59 ans    | 18,4   |
| 19,5   | 30-44 ans    | 18,7   |
| 20,7   | 15-29 ans    | 19,1   |
| 20,2   | 0-14 ans     | 18     |

## Lieux et monuments
- Église Saint-Géry.

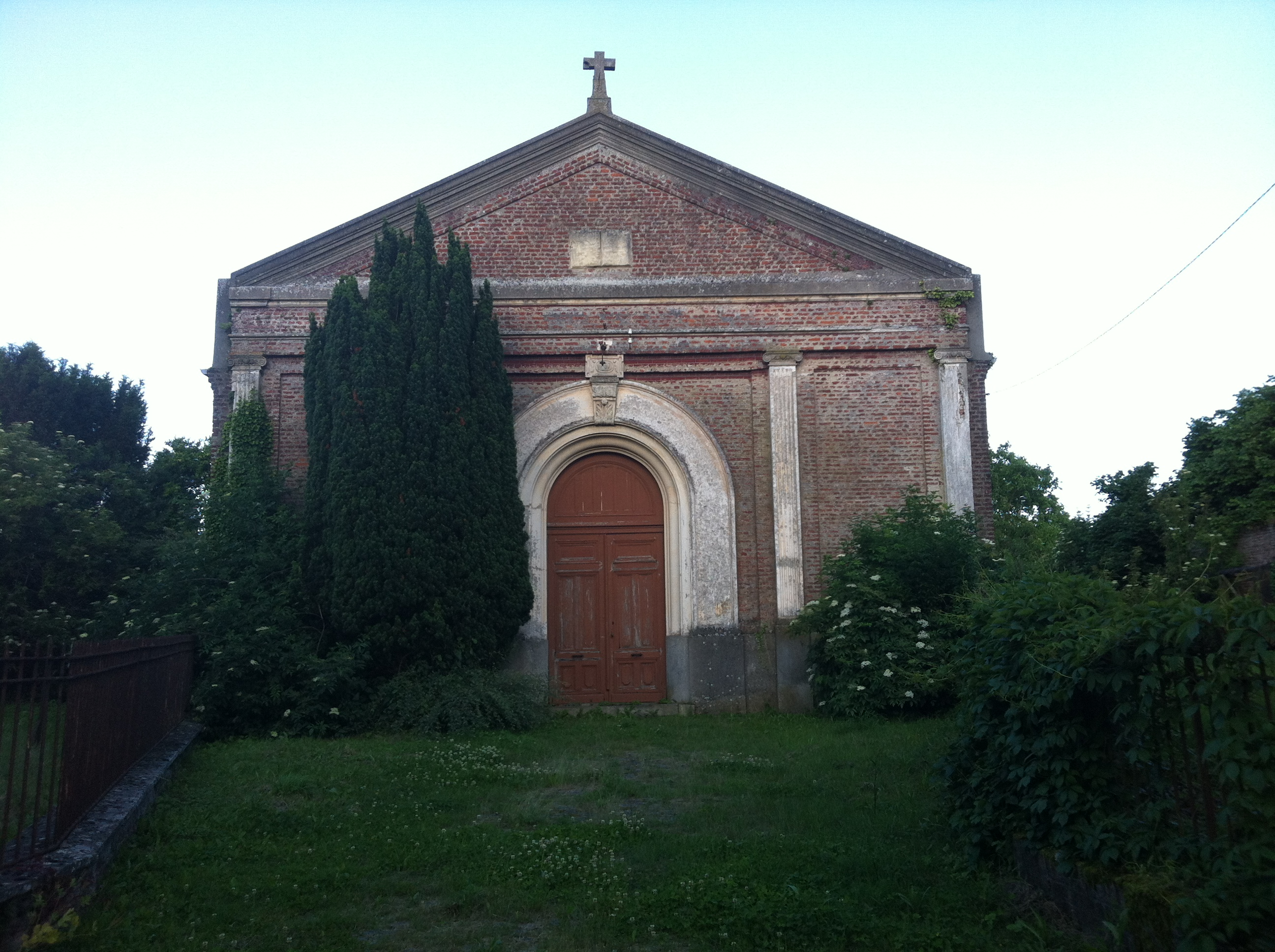
Le temple

- Ancien temple protestant[33],[34] - Le premier temple a été démoli dans les années 1990. Le second temple protestant néoclassique fut inauguré en 1857 -  Inscrit MH (2006)[35]
- Parc du château de Clermont[36]. Depuis le XVe siècle jusqu'à la Révolution, le château de Clermont appartint à la famille d'Esclaibes, en dernier lieu à  Louis Charles Joseph d'Esclaibes de Clairmont. Vendu à la Révolution, il est laissé à l'abandon après la seconde guerre mondiale, puis démoli en 2007. Son aspect est connu par des cartes postales anciennes[37]. Jusqu'en 1780, le domaine de Clermont se trouvait sur le territoire de Béthencourt, avant d'être rattaché à celui d'Inchy.
- Le cimetière militaire jouxtant le cimetière communal.
- Borne ancienne -  Classé MH (1936)[38]
- Le secteur pavé de Troisvilles à Inchy, actuellement le premier secteur de Paris-Roubaix

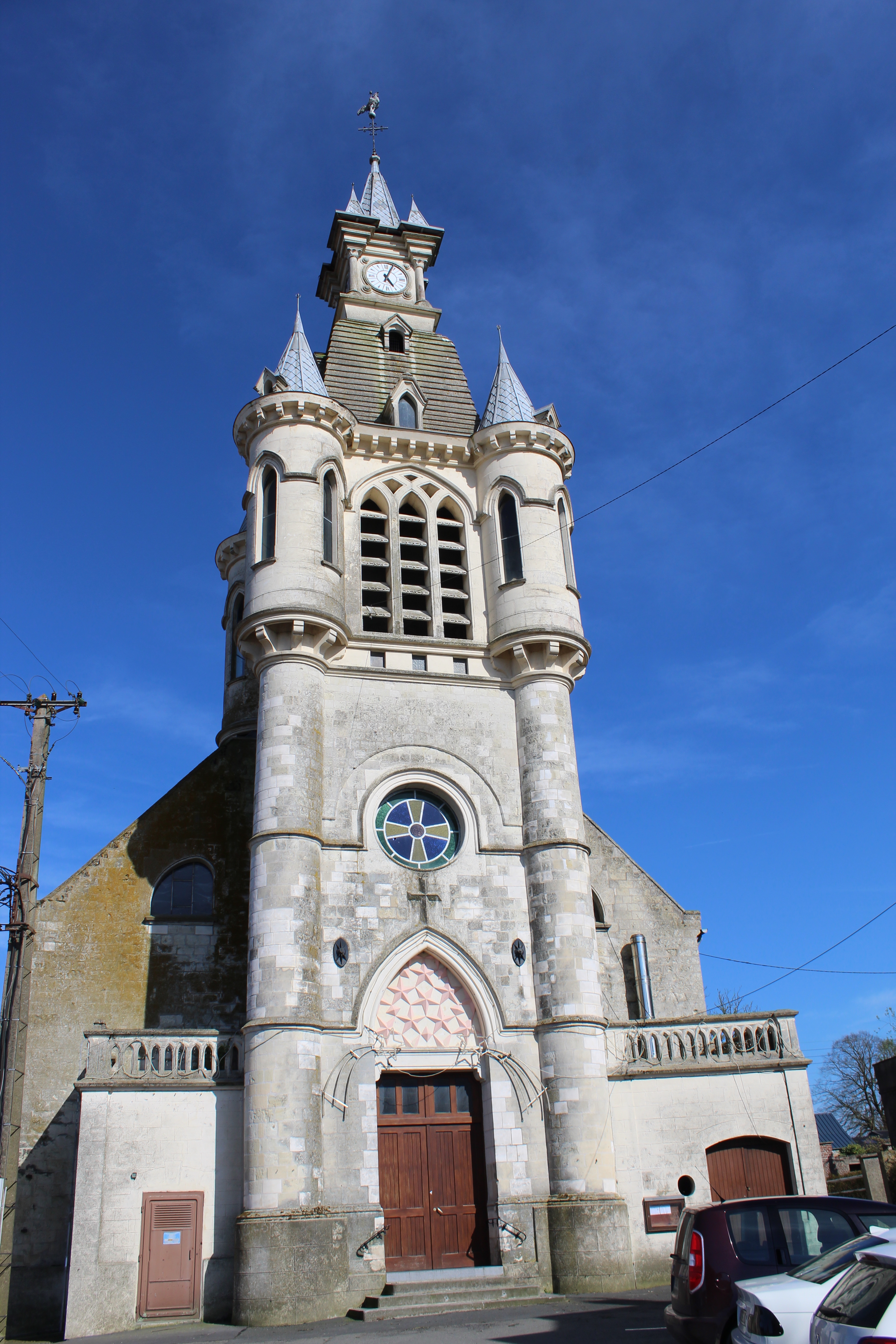
L'église Saint-Géry.
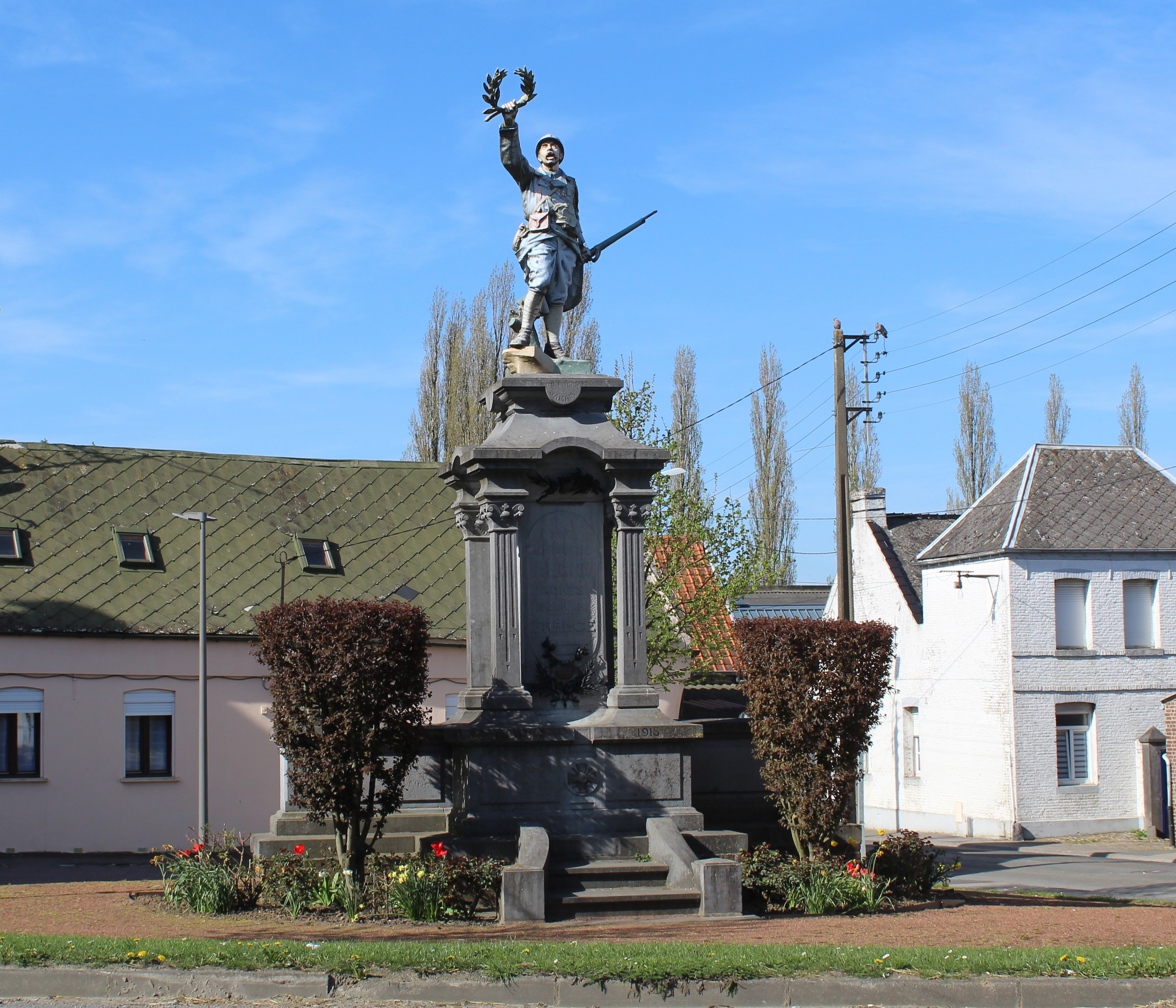
Le monument aux morts.
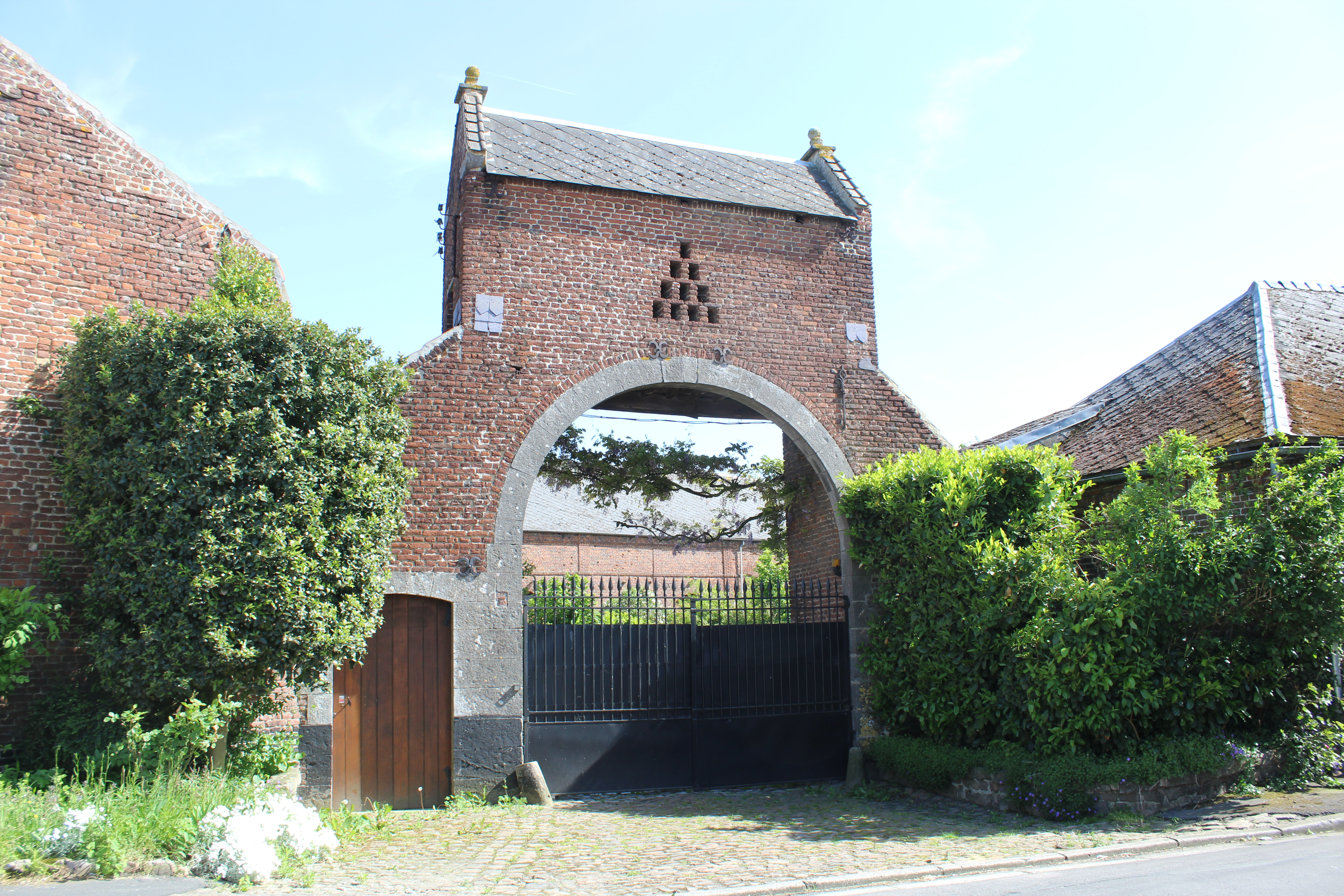
Porche pigeonnier en briques.
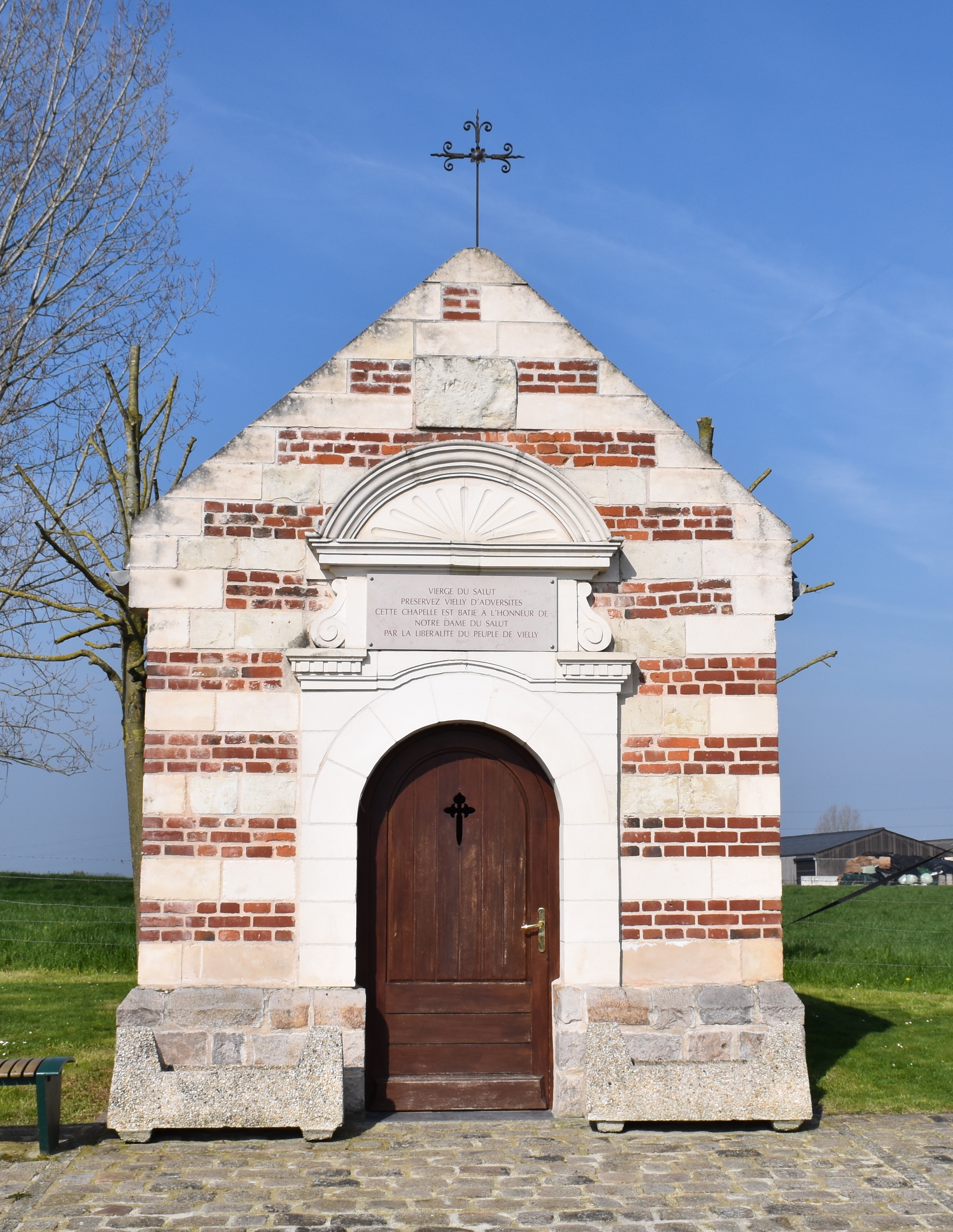
La chapelle Notre-Dame du Salut.